# تاريخ سبيس إكس

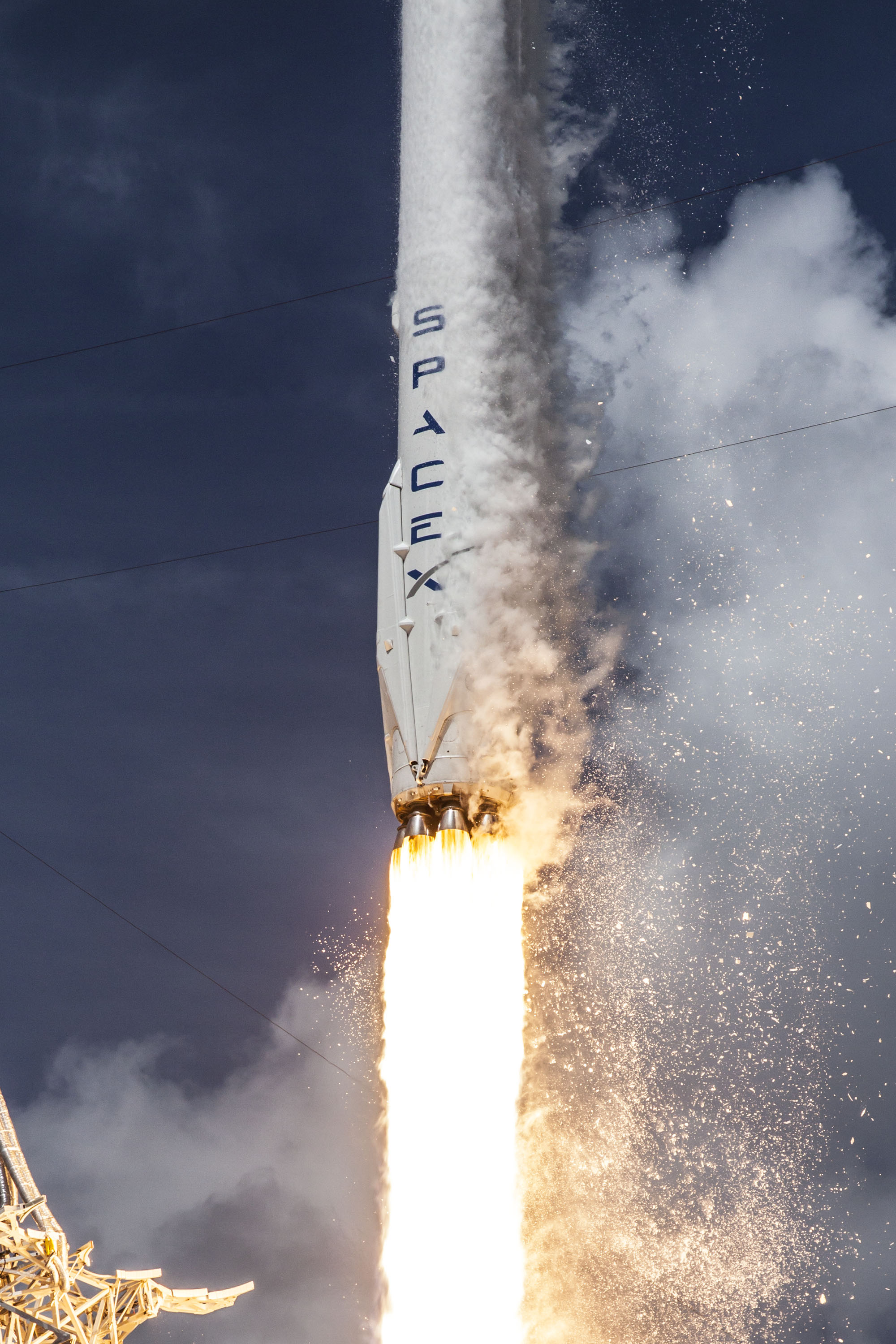
صاروخ فالكون 9 من سبيس إكس

هنا التاريخ المهني لشركة سبيس إكس وهي شركة فضاء أمريكية من تأسيس إيلون ماسك.

## نظرة عامة

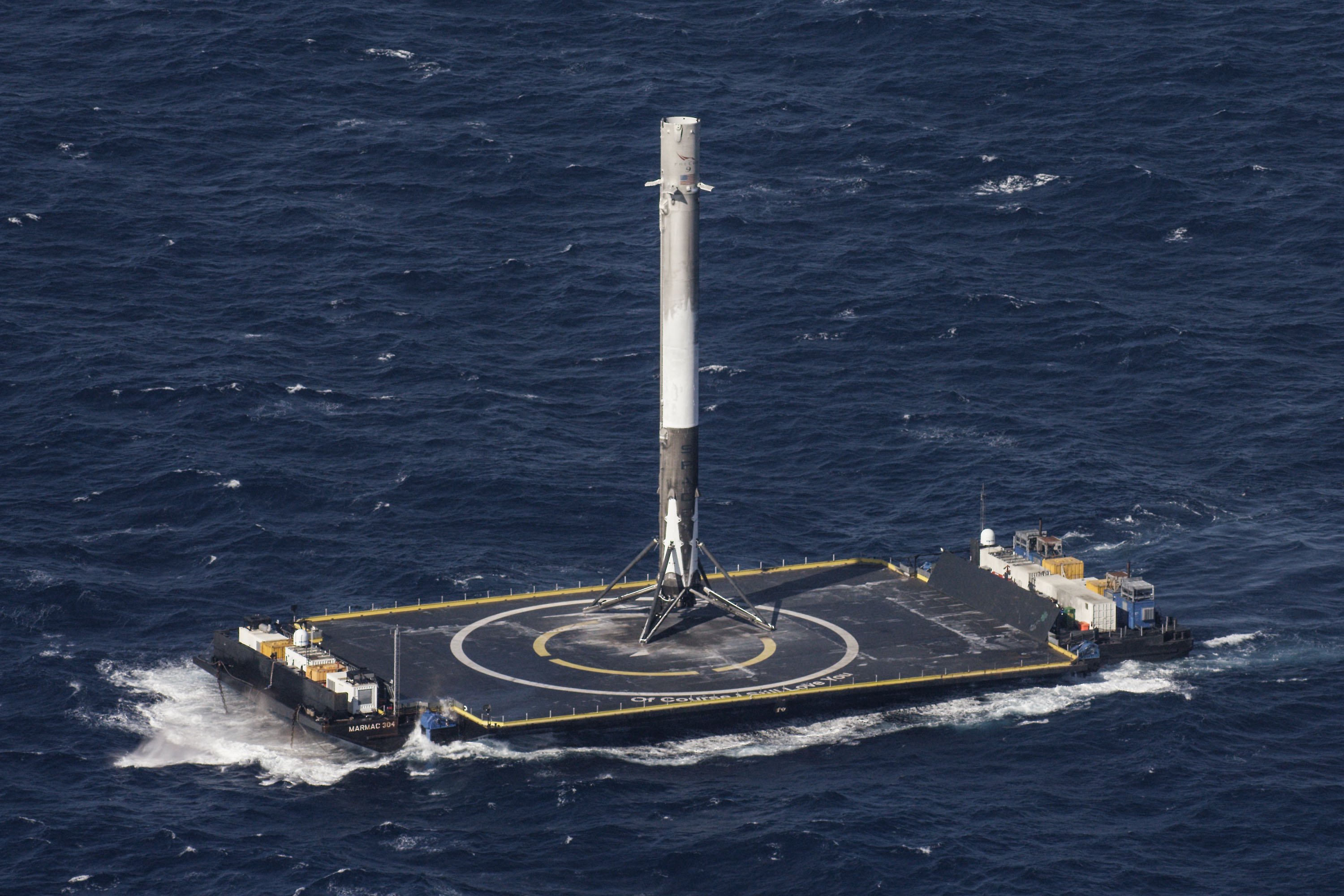
المرحلة الأولى من صاروخ Falcon 9 Full Thrust على سفينة الفضاء بدون طيار ذاتية القيادة (ASDS). هبطت المرحلة بنجاح بعد إطلاق مهمة إعادة الإمداد SpaceX CRS-8 إلى محطة الفضاء الدولية. وفقًا لشركة SpaceX، تم التقاط الصورة من طائرة مطاردة تابعة لناسا.

في عام 2001، وضع إيلون ماسك مفهومًا لـ «واحة مريخية»، الذي هو مشروع لأرسال بذور مع مادة هلامية مجففة إلى المريخ لزراعة النباتات في تربته، «ذلك سيكون أبعد مسافة قطعتها الحياة على الإطلاق» في محاولة لاستعادة اهتمام العامة باستكشاف الفضاء وزيادة ميزانية ناسا. لكن ماسك أدرك أنه حتى مع وجود ميزانية أكبر بكثير، فإن السفر إلى المريخ مكلف للغاية بدون إجراء تغير جوهري في تكنولوجيا الصواريخ. في أكتوبر 2001، سافر ماسك إلى موسكو مع جيم كانتريل وأديو ريسي لشراء صواريخ دنيبر مُجددة، التي يمكن أن ترسل الحمولات المتصورة إلى الفضاء.
التقت المجموعة بشركات مثل لافوشكين وآي إس سي كوسموترا. لكن وفقًا لكانتريل، كان يُنظر إلى ماسك على أنه مبتدئ وبالتالي استحقره أحد المصممين الروس الرئيسين، وعادت المجموعة إلى الولايات المتحدة خالية الوفاض. في فبراير 2002، عادت المجموعة إلى روسيا للبحث عن ثلاث صواريخ باليستية عابرة للقارات، مع مايك جريفين، الذي كان يعمل في رأس المال المجازف التابع لوكالة المخابرات المركزية، إن كيو تيل، وفي مختبر الدفع النفاث التابع لناسا؛ وكان على وشك مغادرة شركة أوربيتال ساينسيز كوربوريشن، التي تصنع أقمار صناعية ومركبات فضائية. اجتمعت المجموعة مرة أخرى مع شركة كوسموترا، وعُرض عليها صاروخ واحد مقابل 8 ملايين دولار أمريكي. لكن ماسك اعتبر أن العرض مكلف للغاية وغادر الاجتماع. أثناء رحلة العودة، أدرك ماسك أنه يستطيع تأسيس شركة يمكنها بناء الصواريخ التي يحتاجها بأسعار معقولة. وفقًا لستيف جورفيتسون، الذي كان من أوائل المستثمرين في شركتي تسلا وسبيس إكس، حسب ماسك أن المواد الخام اللازمة لبناء صاروخ كانت في الواقع 3% فقط من سعر بيع الصواريخ في ذلك الوقت. من خلال تطبيق نظام التكامل الرأسي - لأسباب تتعلق بالتكلفة بشكل أساسي؛ يُنتج نحو 85% من مركبة فالكون/دراغون في داخل الشركة - والنهج المعياري لهندسة البرمجيات (يستخدم صاروخ فالكون 9 تسع صواريخ من نوع ميرلن، التي اختُبرت على صاروخ فالكون 1 ذي المحرك الواحد، ويستخدم صاروخ فالكون الثقيل ثلاث مراحل معززة من نوع فالكون 9)، يمكن أن تخفض سبيس إكس سعر الإطلاق بنحو عشرة مرات، مع تحقيق هامش ربح إجمالي بنسبة 70%. تعين على سبيس إكس تصميم آلة يمكنها أن تلحم احتكاكيًا سبائك الألومنيوم والليثيوم لصنع هيكل صاروخ فالكون 9 لأن مثل هذه الآلة لم تكن موجودة. وفقًا لماسك، بدأت سبيس إكس بأصغر صاروخ مداري مفيد (فالكون 1 مع حمولة بكتلة نصف طن إلى المدار) بدلًا من بناء مركبة إطلاق أكثر تعقيدًا وخطورة، والتي قد تفشل ما كان سيؤدي إلى إفلاس الشركة.
في أوائل عام 2002، كان ماسك يبحث عن موظفين للشركة الجديدة ما قاده لمقابلة مهندس الصواريخ توم مولر، الذي أصبح في نهاية المطاف كبير مسؤولي تكنولوجيا الدفع الصاروخي في سبيس إكس حتى عام 2020. بُني المقر الرئيسي لسبيس إكس في مستودع بمساحة 75000 قدم مربعة في إل سيجوندو، كاليفورنيا. قرر ماسك أن أول صاروخ من إنتاج سبيس إكس سيُطلق عليه اسم فالكون 1، في إشارة إلى مركبة ميلينيوم فالكون الفضائية في سلسلة أفلام حرب النجوم. خطط ماسك لإطلاق الصاروخ لأول مرة في نوفمبر 2003، بعد 15 شهرًا من تأسيس الشركة.
في يناير 2005 اشترت سبيس إكس حصة بنسبة 10% في شركة تكنولوجيا ساري للأقمار الصناعية. بحلول مارس 2006، كان ماسك قد استثمر 100 مليون دولار في الشركة.
في 4 أغسطس 2008، قبلت سبيس إكس استثمارًا إضافيًا بقيمة 20 مليون دولار من مؤسسة فاوندرز فند. في أوائل عام 2012، كان ثلثا الشركة تقريبًا مملوكين من قبل مؤسسها ماسك، وقُدرت قيمة أسهمه البالغ عددها 70 مليونًا بـ 875 مليون دولار، أي أن قيمة سبيس إكس وصلت إلى نحو 1.3 مليار دولار في فبراير 2012. بعد رحلة سي أوه تي إس 2+ في مايو 2012، تضاعفت قيمة الأسهم الخاصة بالشركة لتصل إلى 2.4 مليار دولار تقريبًا.
في 16 يونيو 2009، أعلنت سبيس إكس عن افتتاح مركز سلامة رواد الفضاء وتأمين المهام. وظف المركز رائد الفضاء السابق التابع لناسا كين باورسوكس للإشراف على المركز بصفته نائبًا لرئيس الشركة. مع ذلك، غادر رائد الفضاء السابق سبيس إكس في أواخر عام 2011. ولم يُعلن عن سبب ذلك ولم تعلن الشركة عن بديل للمنصب.
في عام 2012، أعلنت سبيس إكس أن سعر إطلاق صاروخ فالكون 9 هو 57 مليون دولار، بينما كان السعر الخاص بشركة أريان سبيس هو 137 مليون دولار لكل عملية إطلاق.
نمت الشركة بسرعة منذ تأسيسها، إذ ازداد عدد الموظفين من 160 موظفًا في نوفمبر 2005 إلى أكثر من 500 بحلول يوليو 2008، ثم إلى أكثر من 1100 في عام 2010، و1800 في أوائل عام 2012، و3000 بحلول أوائل عام 2013. وصلت الشركة إلى 3800 موظف ومقاول بحلول أكتوبر 2013، وكان لديها «نحو 5000» موظف بحلول أواخر عام 2015 وفبراير 2016.
بعد انتكاسة انفجار منصة الإطلاق، عادت سبيس إكس إلى أطلاق الصواريخ في 14 يناير 2017، بإطلاقها أقمار إيريديوم الصناعية. في 19 فبراير 2017، انطلق فالكون 9 خلال مهمة سي آر إس 10 من مجمع الإطلاق 39 إيه التابع لمركز كينيدي للفضاء لأول مرة. كانت المرحلة الأولى للإطلاق الذي جرى فبراير 2017 هي المرحلة المستعادة والمجددة للإطلاق الذي جرى في 8 أبريل 2016.
في 23 مايو 2019، نشرت سبيس إكس بنجاح أول 60 قمرًا صناعيًا من أصل 12000 قمرًا صناعيًا مُخطط له ضمن مشروع ستارلينك - الذي يهدف إلى توفير شبكة إنترنت ذات استجابة سريعة عن طريق كوكبة ضخمة من الأقمار الصناعية في مدار أرضي منخفض (إل إي أوه).
في 30 مايو 2020، أطلقت سبيس إكس بنجاح رائدي فضاء تابعين لناسا (دوغلاس هيرلي وروبرت بهنكن) إلى محطة الفضاء الدولية على متن مركبة كرو دراغون التابعة للشركة خلال مهمة ديمو 2، ما جعل سبيس إكس أول شركة خاصة ترسل رواد فضاء إلى محطة الفضاء الدولية، وكان ذلك أول إطلاق مأهول من الأراضي الأمريكية منذ 9 سنوات. انطلقت المهمة من مجمع الإطلاق 39 إيه التابع لمركز كينيدي للفضاء في فلوريدا. التحمت المركبة بنجاح بمحطة الفضاء الدولية في 31 مايو 2020 وأعادت رائدي الفضاء بأمان في 2 أغسطس 2020.

## الأهداف
صرّح ماسك أن أحد أهدافه هو تحسين كلفة وإمكانية الوصول إلى الفضاء، بنحو عشرة أضعاف في نهاية المطاف. في عام 2004 خططت الشركة «لتطوير مركبة رفع ثقيل وحتى مركبة رفع ثقيل للغاية، في حال كان هناك طلب من العملاء»، بحيث تؤدي زيادة الحجم إلى خفض كلفة الإطلاق لكل باوند بدرجة كبيرة. قال ماسك: «أعتقد أن مبلغ 500 دولار لكل باوند (1100 دولار لكل كيلوجرام) أو أقل هو أمر يمكن تحقيقه».
صرّح ماسك في مقابلة عام 2011 أنه يطمح لإرسال البشر إلى سطح المريخ في غضون 10 إلى 20 عامًا. في عام 2010، وبعد قيامه بالحسابات، اقتنع ماسك أن استعمار المريخ ممكن. في يونيو 2013، استخدم ماسك وصف ناقل المريخ الاستعماري للإشارة إلى مشروع تطوير وتصميم محركات صاروخية ومركبات إطلاق وكبسولات فضائية لنقل البشر إلى المريخ وإعادتهم إلى الأرض. في مارس 2014، قالت مديرة العمليات في الشركة، جوين شوتويل، أنه بمجرد انطلاق مركبتي فالكون هيفي ودراغون 2، سينصب تركيز الفريق الهندسي للشركة على تطوير التكنولوجيا اللازمة لمهمات المريخ.
في أغسطس 2020، أشارت سبيس إكس إلى أنها تتطلع لبناء مركز إطلاق في جنوب تكساس بهدف تحويل «بوكا تشيكا إلى ميناء فضائي للقرن الحادي والعشرين».

## إنجازات سبيس إكس
تشمل الإنجازات الرئيسية لسبيس إكس ما يلي:
1.إطلاق أول صاروخ خاص يعمل بالوقود السائل (فالكون 1) إلى المدار (28 سبتمبر 2008)
2. أول شركة خاصة تطلق مركبةً فضائية (مركبة دراغون) إلى المدار تستعيدها بنجاح (على متن صاروخ فالكون 9)، (9 ديسمبر 2010)
3. أول شركة خاصة ترسل مركبةً فضائية (مركبة دراغون) إلى محطة الفضاء الدولية (25 مايو 2012)
4. أول شركة خاصة ترسل قمرًا صناعيًا إلى مدار جغرافي ثابت (قمر إس إي إس 8 الصناعي، 3 ديسمبر 2013)
5. أول شركة خاصة ترسل مسبارًا خارج مدار الأرض (مرصد مناخ الأرض العميق، 11 فبراير 2015)
6. تحقيق أول هبوط للمرحلة الأولى لصاروخ مداريّ (فالكون 9، الرحلة 20)، (22 ديسمبر 2015، الساعة 1:39 بالتوقيت العالمي المنسق)
7. تحقيق أول هبوط للمرحلة الأولى لصاروخ مداريّ على سطح الماء (فالكون 9)، (8 أبريل 2016، الساعة 20:53 بالتوقيت العالمي المنسق)
8. تطوير أقوى صاروخ فعّال على الأطلاق اعتبارًا من عام 2020 (فالكون الثقيل، الرحلة الأولى 6 فبراير 2018)
9. أول شركة خاصة ترسل البشر إلى مدار حول الأرض (خلال مهمة ديمو 2 على متن مركبة كرو دراغون، 30 مايو 2020).